# Painho e Figueiros
Painho e Figueiros (oficialmente: União das Freguesias de Painho e Figueiros) é uma freguesia portuguesa do município do Cadaval, com 13,87 km² de área e 1730 habitantes (censo de 2021). A sua densidade populacional é 124,7 hab./km².

## História
Foi constituída em 2013, no âmbito de uma reforma administrativa nacional, pela agregação das antigas freguesias de Painho e Figueiros e tem a sede em Painho.

## Demografia
A população registada nos censos foi:
| Distribuição da População por Grupos Etários | Distribuição da População por Grupos Etários | Distribuição da População por Grupos Etários | Distribuição da População por Grupos Etários | Distribuição da População por Grupos Etários | Distribuição da População por Grupos Etários |
| -------------------------------------------- | -------------------------------------------- | -------------------------------------------- | -------------------------------------------- | -------------------------------------------- | -------------------------------------------- |
| Antes da agregação                           |                                              |                                              |                                              |                                              |                                              |
| Ano                                          | 0-14 anos                                    | 15-24 anos                                   | 25-64 anos                                   | >= 65 anos                                   | Total                                        |
| 2001                                         | 303                                          | 283                                          | 1111                                         | 435                                          | 2132                                         |
| 2011                                         | 265                                          | 200                                          | 1026                                         | 519                                          | 2010                                         |
| Após a agregação                             |                                              |                                              |                                              |                                              |                                              |
| Ano                                          | 0-14 anos                                    | 15-24 anos                                   | 25-64 anos                                   | >= 65 anos                                   | Total                                        |
| 2021                                         | 180                                          | 166                                          | 873                                          | 511                                          | 1730                                         |